# Kanton Levallois-Perret
Kanton Levallois-Perret is een kanton van het Franse departement Hauts-de-Seine. Het werd opgericht bij decreet van 24 februari 2014, met uitwerking in maart 2015.

Kanton Levallois-Perret maakt deel uit van het arrondissement Nanterre en telt 64.379 inwoners in 2017. 

## Gemeenten
Het kanton Levallois-Perret omvat enkel de gemeente Levallois-Perret.